# Europaplatz (Berlin)

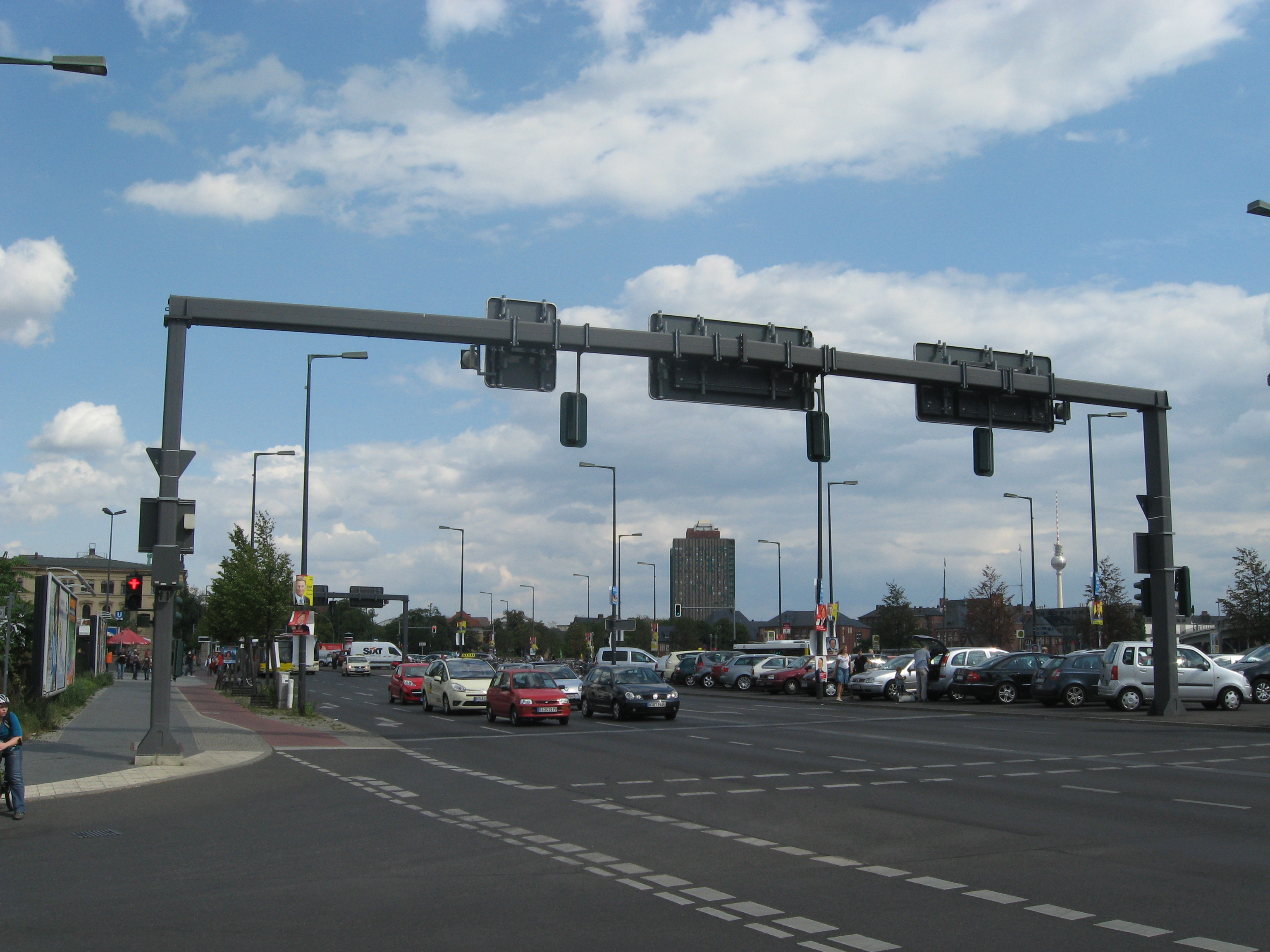
Blick am Europaplatz nach Osten

Europaplatz ist der Name des neu geschaffenen Platzes nördlich des Berliner Hauptbahnhofs. Er liegt im Berliner Ortsteil Moabit und wird westlich und nördlich eingegrenzt von der Minna-Cauer-Straße sowie östlich vom Friedrich-List-Ufer. Er wird durch die Invalidenstraße geteilt und liegt im städtebaulichen Entwicklungsgebiet Europacity. Nach der für Dezember 2023 vorgesehenen Inbetriebnahme des ersten Abschnitts der S-Bahn-Linie S21 soll der Europaplatz entsprechend des Ergebnisses eines Gestaltungswettbewerbes angelegt werden.
In der Nähe befinden sich das Sozialgericht Berlin, die Nationalgalerie der Gegenwart im alten Hamburger Bahnhof, das Naturkundemuseum sowie der Geschichtspark Ehemaliges Zellengefängnis Moabit mit Überresten des ehemaligen Zellengefängnisses Lehrter Straße. Das nördlich der Invalidenstraße anschließende ehemalige Bahngelände westlich der Heidestraße wird derzeit als gemischt genutztes Quartier entwickelt.
Südlich des Hauptbahnhofs wurde der Washingtonplatz neu geschaffen.